# 김인식 (1912년)
김인식(金仁湜, 1912년 옹진 ~ 2008년 2월 25일)은 대한민국의 정치인이다.
일본 와세다 대학교를 졸업했으며 제헌 국회의원 선거 당시 대동청년단 소속으로 옹진군 을 선거에서 당선되었다. 임기 중 민주국민당에 입당했으나 1950년 3월 7일, 민주국민당이 주동이 된 개헌안에 반대하면서 탈당했다.
2006년 당시에 유일하게 생존해 있던 제헌 국회의원이었으며 2008년 2월 25일, 숙환으로 인해 향년 97세의 나이로 사망했다.

## 역대 선거 결과
| 실시년도 | 선거   | 대수 | 직책     | 선거구         | 정당       | 득표수   | 득표율          | 순위 | 당락 | 비고 |
| -------- | ------ | ---- | -------- | -------------- | ---------- | -------- | --------------- | ---- | ---- | ---- |
| 1948년   | 총선   | 1대  | 국회의원 | 경기 옹진군 을 | 대동청년단 | 10,743표 | \| \| 33.42% \| | 1위  |      | 초선 |
|          | 33.42% |      |          |                |            |          |                 |      |      |      |

## 참고 자료
- 《대한민국 의정총람》, 국회의원총람발간위원회, 1994년
- 김인식 - 대한민국헌정회